# Beteza
Beteza är en ort i Madagaskar.   Den ligger i regionen Androyregionen, i den södra delen av landet, 700 km söder om huvudstaden Antananarivo. Beteza ligger 304 meter över havet och antalet invånare är 7 000.
Terrängen runt Beteza är platt. Runt Beteza är det glesbefolkat, med 16 invånare per kvadratkilometer. Det finns inga andra samhällen i närheten. Omgivningarna runt Beteza är i huvudsak ett öppet busklandskap.